# Lantmäteriverket

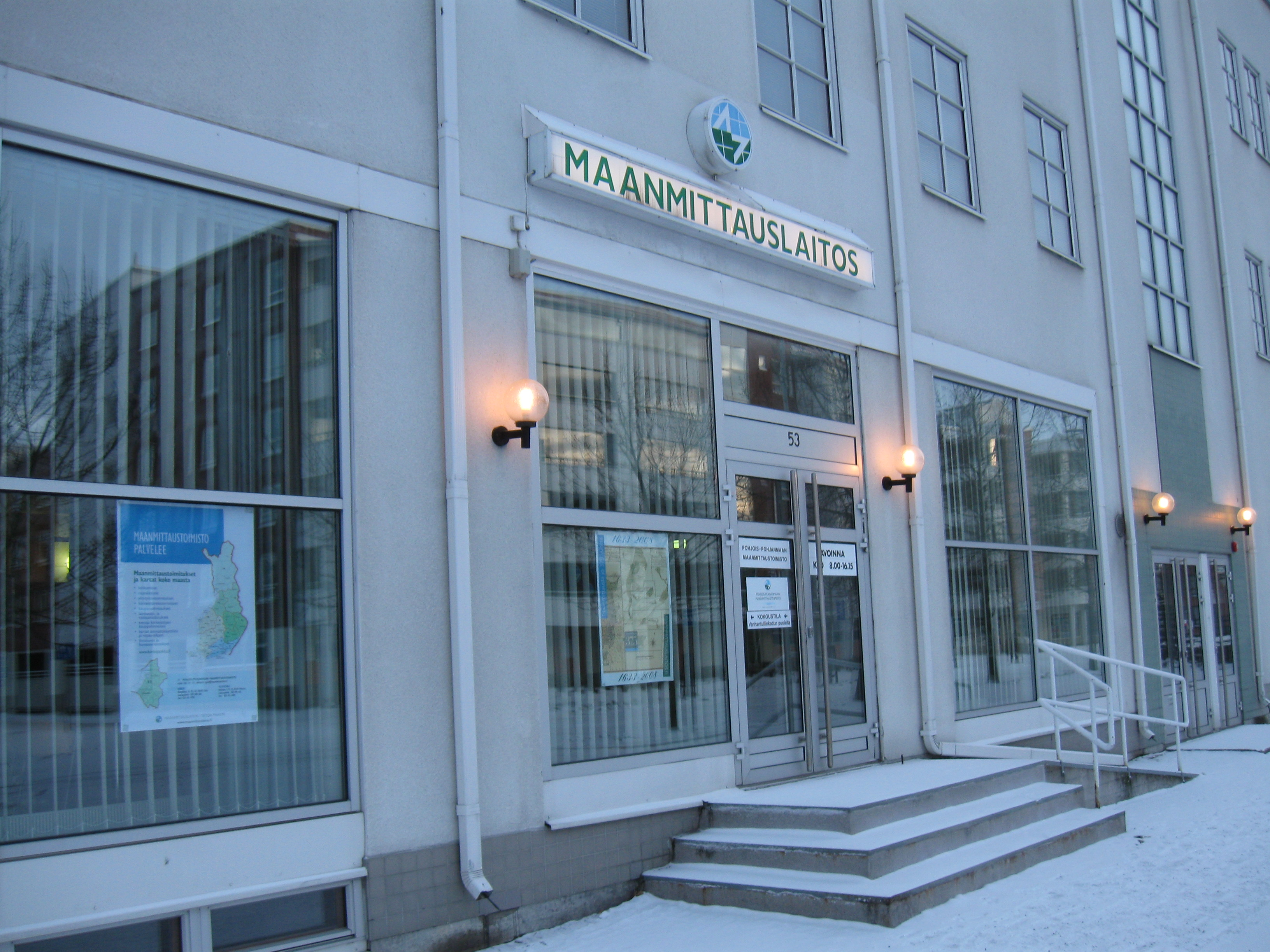
Lantmäteriverket i Uleåborg

Lantmäteriverket (tidigare lantmäteristyrelsen, finska: Maanmittauslaitos, tidigare Maanmittaushallitus) i Finland är ett ämbetsverk som lyder under jord- och skogsbruksministeriet. 
Lantmäteriet som verk går tillbaka till 1600-talet. År 1633 bestämde drottning Kristina att man skulle inleda lantmäteriverksamhet för att "afmätha hwar bys ägor" i syfte att underlätta skattläggningen.
Nu gällande lag om lantmäteriverket stiftades 1991. Namnet lantmäteristyrelsen för den centrala myndigheten avskaffades 1994.
Ämbetsverket ansvarar för och tillhandahåller information om terräng och miljö, lantmäteriförrättningar, kartor, uppgifter om fastigheter och har ett nationellt sökregister. Lantmäteriverket omfattar förutom centralförvaltningen 6 nationella produktions- och serviceenheter och 12 lantmäteribyråer.  Hos Lantmäteriverket arbetar nästan 1 850 experter på 35 orter.

## Generaldirektörer
- Abraham Nordenstedt 1812–1820
- Abraham Joachim Molander 1821–1828
- Carl Gustaf Tawaststjerna 1828–1843
- Jonas Ferdinand Bergenheim 1843–1845
- Alexander Rechenberg 1847–1854
- Claes Wilhelm Gyldén 1854–1872
- Berndt Otto Nymalm 1872–1887
- Jaakko Sjölin 1887–1915
- Otto Sarvi 1915–1917
- Kyösti Haataja 1917–1929
- Väinö Ahla 1929–1950
- Väinö V. Seppälä 1950–1960
- Viljo Niskanen 1960–1972
- Lauri Kantee 1972–1991
- Jarmo Ratia 1991–1999
- Pauli Karvinen 1999-2000
- Jarmo Ratia 2000-2012
- Arvo Kokkonen 2012-2022
- Pasi Patrikainen(fi) 2022-